# Escape the Fate
Escape the Fate is een Amerikaanse rockband uit Las Vegas, Nevada. Hun debuutalbum, Dying Is Your Latest Fashion, kwam uit op 26 september 2006.

## Geschiedenis
Escape The Fate begon als een lokaal bandje, korte  optredens gaf voor radiozenders. Het werd in 2004 opgericht door Ronnie Radke, Max Green en Bryan Money. In oktober 2005 wonnen ze een lokale radiowedstrijd, waardoor ze mochten gaan optreden met Alkaline Trio en Reggie and the Full Effect.
De band tekende een contract met Epitaph Records. Onder dit label brachten ze hun debuutalbum uit in 2006. Dit album haalde de 12e plaats op de Billboard Heatseekers chart en 19e plaats in de Top Independent Albums chart.
Tijdens een tournee in 2007 verliet Omar Espinosa de band. Begin 2008 werd Ronnie Radke uit de band gezet omdat hij werd gezocht door de politie. Craig Mabbitt van Blessthefall nam zijn plaats in als zanger.

## Leden

### Huidig
- Craig Mabbitt – zanger (2008-heden)
- Robert Ortiz – drummer (2004-heden)
- Kevin "trasher" Graft – leidende gitarist, achtergrondzanger (2013-heden)
- TJ Bell – achtergrondzanger, bassist (2012-2013), achtergrondzanger, ritmische gitarist (2013-heden)

### Touring Members
- Alex Torres – basgitaar (2014-heden)

### Voormalig
- Ronnie Radke – leidende zanger (2004-2008)
- Omar Espinosa – ritmische gitarist, achtergrondzanger (2004-2007)[4]
- Carson Allen – keyboardspeler, achtergrondzanger (2005)
- Bryan Money – leadgitarist, achtergrondzanger (2004-2013)
- Micheal Money – slaggitarist (2012-2013)
- Max green – achtergrondzanger, bassist (2004-2011, 2013-2014)

## Videografie
- "Remember every scar"
- "Not Good Enough for Truth in Cliche (Demo)"
- "There's No Sympathy for the Dead"
- "Not Good Enough for Truth In Cliché"
- "Situations"
- "The Flood"
- "Something"
- "10 Miles Wide"
- "This War Is Ours"
- "Issues"
- "Gorgeous Nightmare"
- "Breaking me down"
- "City Of Sin"
- "Ungrateful"
- "You're Insane"
- ″One For The Money″
- "Picture Perfect"
- "Just A Memory"
- "Four letter word"
- "Bleed for me"
- "Broken Heart"
- "Beautifully Tragic"
- "I will make it up to you"
- "Do you love me?"
- "I am human"
- "If only"
- "Empire"
- "Recipe for Disaster"
- "Riot"
- "Digging my own grave"
- "Resistance"
- "Let me be"

## Discografie
- There's No Sympathy for the Dead (ep) - mei 2006
- Dying Is Your Latest Fashion - 26 september 2006
- This War Is Ours - 21 oktober 2008
- This War Is Ours (Deluxe Edition) - 27 april 2010
- Escape the Fate - 2 november 2010
- Ungrateful - 14 mei 2013
- Hate me - 30 oktober 2015
- I am Human - 30 maart 2018